# کئانیا
کئانیا دهستانی در استان آستوریاس اسپانیا است.
در این دهستان ۳٬۶۴۶ نفر زندگی می‌کنند. مساحت این دهستان ۶۵٫۸۰ کیلومتر مربع است.